# Jan Ruml
Jan Ruml, né le 5 mars 1953 à Prague, est un homme politique tchèque, ancien ministre de l'Intérieur.

## Biographie

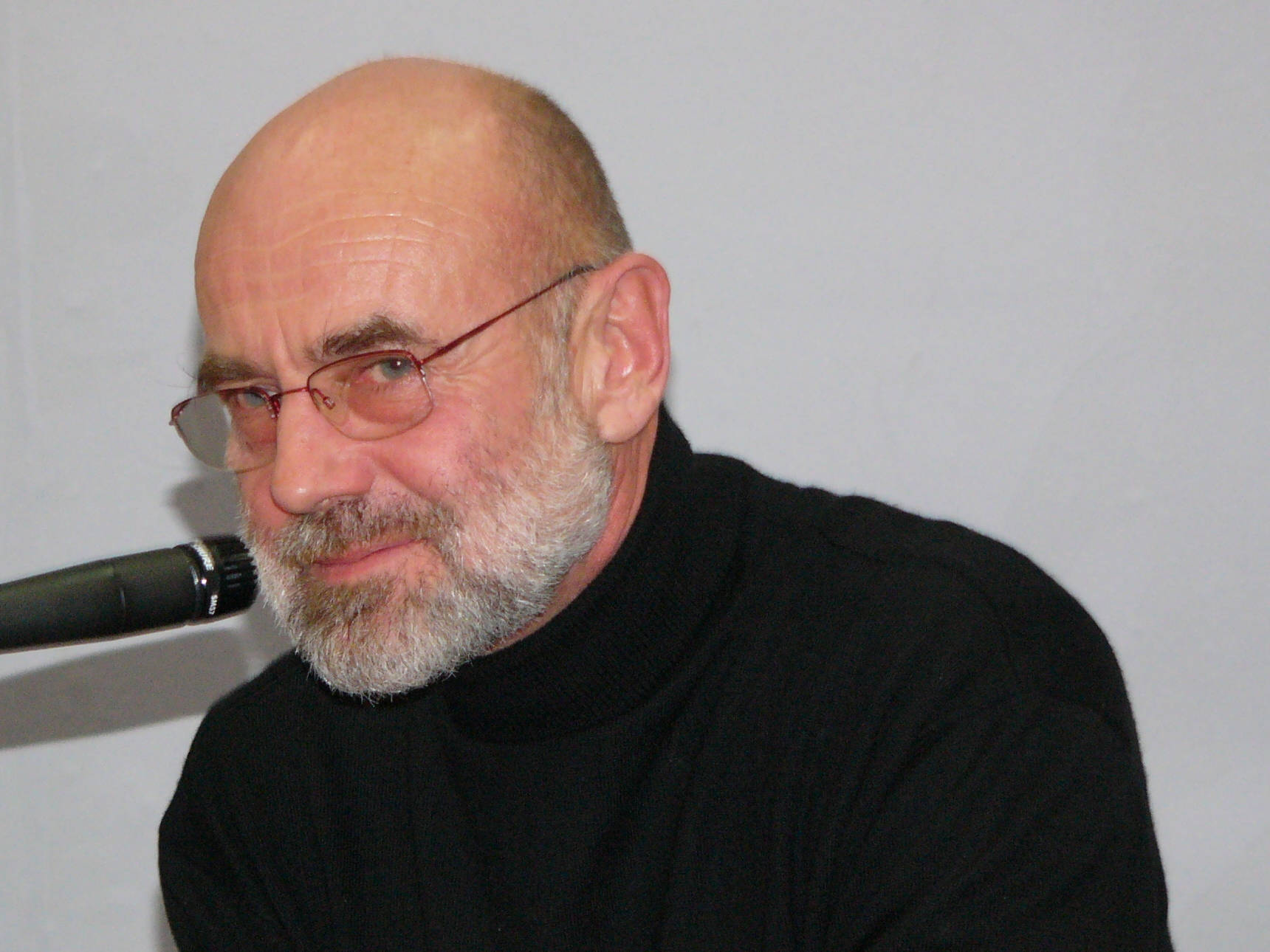
Jan Ruml en novembre 2007.

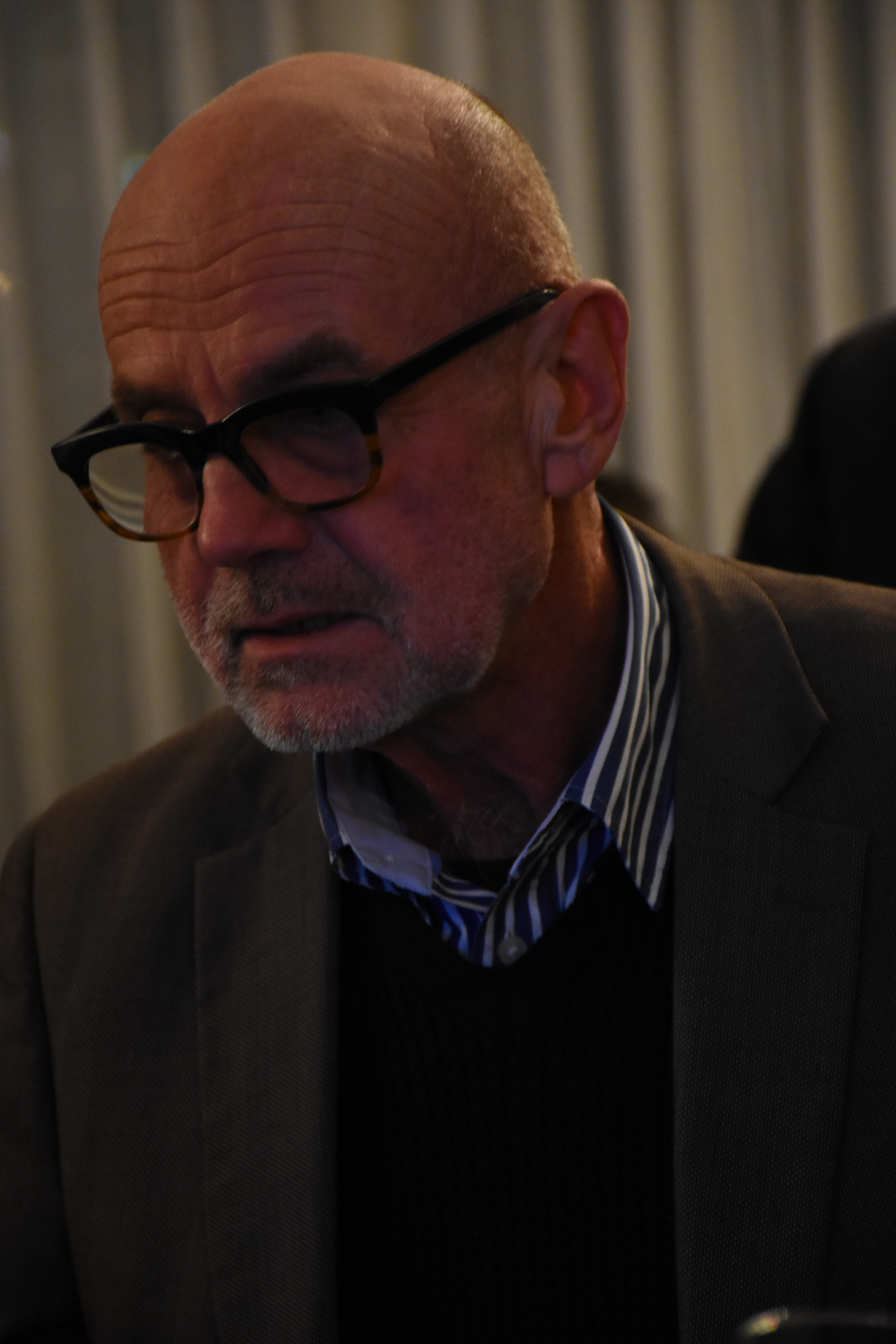
Joan Ruml en janvier 2017.